# Antonio González Manrique
Antonio González Manrique (1695 en Pedroso, La Rioja, España-1 de septiembre de 1738 en Santa Fe, Bogotá). Fue un coronel y caballero de la Orden de Santiago que ejerció como alcalde mayor de San Salvador, y de presidente-gobernador y capitán general de la Real Audiencia de Santa Fe de Bogotá.

## Biografía
Antonio González Manrique nació en 1695 en Pedroso de la entonces Corona de Castilla en la Monarquía Hispánica, siendo hijo de Mateo González de Pedroso y Leonor María Ruiz Manrique y Ocio. Fue bautizado el 15 de septiembre de ese año. Contraería matrimonio con Josefa Martínez de Araujo. Se dedicaría a la carrera de las armas, inscribiéndose al ejército el 28 de mayo de 1710; teniendo su primera participación militar en ese mismo año en Ceuta, África, obteniendo el 29 de noviembre obtuvo el grado de alférez; más adelante, el 20 de febrero de 1713 fue trasladado a la «Compañía de Granaderos del Regimiento de Málaga». Llegó a subteniente de granaderos, en 1722, al servicio del primer batallón del Regimiento de Córdoba.
El 22 de diciembre de 1725 el rey Felipe V lo designó como alcalde mayor de San Salvador; posteriormente en el año 1728, el rey le concedió el hábito de caballero de la Orden de Santiago. Viajaría a Santiago de Guatemala, donde su título de alcalde mayor sería formalmente asentado el 4 de abril de 1729; tomando posesión poco tiempo después, ejerciendo ese puesto hasta el año de 1734.
A comienzos de 1737 elevó solicitud al monarca para que le cambie la designación que se le ha hecho de presidente de la Real Audiencia de Guadalajara, por la de Santa Fe de Bogotá; para el efecto consigna veinticuatro mil pesos de a diez reales de plata, aceptándosele su condición de que si por alguna circunstancia no podía ejercer el gobierno, sería reemplazado por su hermano Francisco González Manrique. Por estos años gozaba del grado de coronel de infantería y gentil hombre de cámara del Rey.
Se posesionó en Santafé de Bogotá el 20 de agosto de 1738. Falleció unos días después, el 1 de septiembre.

## Familia
Antonio era hijo de los españoles Mateo González del Pedroso y su esposa Leonor María Ruíz Manrique y Ocio, y era hermano del político español Francisco González Manrique. 
Era tío de María Tadea González Manrique, marquesa de San Jorge por su matrimonio con el marqués Jorge Miguel Lozano, ambos padres del segundo marqués José María Lozano de Peralta y el tercer marqués, político y prócer de la Independencia colombiana Jorge Tadeo Lozano y González.